# Danthoniastrum
Danthoniastrum es un género de plantas herbáceas perteneciente a la familia de las poáceas. Es originario de la Península Balcánica.

## Especies
- Danthoniastrum brevidentatum H.Scholz
- Danthoniastrum compactum (Boiss. & Heldr.) Holub